# Área de Proteção Ambiental de Guapi-Mirim
A Área de Proteção Ambiental de Guapi-Mirim está localizada no estado do Rio de Janeiro. O bioma predominante é o da Mata Atlântica.